# Абердер (хребет)
Гірський хребет Абердер (англ. Aberdare Range, раніше хребет Саттіма (англ. Sattima Range), кікуйю: Nyandarua) — гірський хребет завдовжки 160 км, на північ від кенійської столиці Найробі; його середня висота складає 3500 м.н.м. Розташований в окрузі Няндаруа Центральної провінції Кенії, на північний схід від міст Найваша і Гілгіл, та лише трохи на південь від екватора.

## Топологія
Хребет Абердер утворює ділянку східного краю Великої рифтової долини, простягнувшись в цілому з півночі на південь.
На заході хребет круто падає у плато Кінангоп, а потім у Велику рифтову долину. На сході хребет зменшує висоту більш м'яко. З вершин хребта можна бачити озеро Найваша і більш далекий ексарп Мау.
Хребет має максимальну висоту 3 999 м.н.м. над рівнем моря і сильно поріс лісами.
Колишня назва хребта збереглася в горі Сатіма («гора молодого бичка»), найвищому піку Абердера.
Друга за висотою гора, Кінангоп, має висоту 3906 м.н.м. та розташована на південному кінці хребта.
гора Кенія, 5 199 м.н.м. — друга за висотою гора в Африці після Кіліманджаро — лежить на схід від хребта Абердер.
Абердер є водним басейном для водосховищ Сасумуа та Ндакайні, які забезпечують більшу частину води для Найробі. Гірські ліси є водним басейном для річки Тана, найбільшої річки Кенії, яка подає воду на комплекс ГЕС «Севен Форкс», який генерує понад 55 % усього виробництва електроенергії в Кенії.

## Екологія
Основними екосистемами гірського хребта є дощовий ліс, який з висотою поступається густим бамбуковим лісам, а ті — вересовому пустищу.
Круті західні схили мають невелику щільність фауни порівняно з лісами пологих схилів на сході, в яких представлено широке розмаїття дикої природи — слони, буйволи, гігантські лісові кабани, рідкісні чорні носороги (які перебувають під загрозою зникнення), різноманітні кошачі (в тому числі леопарди і рідкісні африканські золоті кішки). Інші зникаючі види, які зустрічаються на хребті, включають мангустів Джексона, чорно-білих колобусів і мавп Сайкса, водяних козлів, редунка, дуїкерів, сервалів і бушбоків.
Рослинність на Абердер також багата — 778 видів, підвидів і сортів рослин зустрічаються в національному парку Абердер, через його висоту і кількість опадів. До дерев відносяться камфора, ялівець, подо і хагенія.
Велика частина хребта перебуває під захистом національного парку Абердер з моменту його створення в 1950 році. Хребет приваблює велику кількість туристів та альпіністів, маршрути яких виходять з головних центрів Найваша та Гілгіл. Нижні частини схилів використовуються для сільського господарства, вищі ділянки відомі своєю дикою природою. Ралі «Rhino Charge» — щорічна подія, яка проводиться екологами в Кенії з метою збору коштів на огорожу національного парку Абердер як елемент захисту найбільшого первісного лісу Східної Африки від знищення.

## Ліс хребта Абердер
«Ліс хребта Абердер» є включає Лісовий заповідник Абердер, який разом з ескампом Кікуйю має розміри 120 км у довжину, простягаючись на північ в напрямку Найробі, і близько 40 км ширини у найширшому місці. Маючи периметр 566 км, висота хребта Абердер варіює від 2000 м.н.м. на межі лісу на східній стороні до 4 001 м.н.м. на північній околиці на піку Олдонйо Лесатіма. Від цього піку хребет поступово знижується в напрямку до Няхуруру з північної сторони, де присутні річкові каньйоні і вулканічні сопла. На південній стороні, хребти круто обриваються у південному напрямку від піку Іл Кінангоп до північної частини Північного округу Муранга.

## Річки
Основними річками, які витікають з Лісу Абердер, є Атхі і Тана, які впадають в Індійський океан, Еваго Ніро, яка впадає в болото Лоріан, і Малева, яка впадає в озеро Найваша. На хребті беруть початок і декілька приток, а на великих висотах є болотні озера, що є джерелом річок болот та афро-альпійського поясу.

## Екосистеми
До ендемічних рослин лісу належать Lobelia deckenii ssp sattimae, Helichrysum gloria-dei і Alchemilla hageniae. Ліс має чотири зони вегетації, а саме: субальпійська зона, ксеноморфічні вічнозелені ліси, високогірні вологі ліси і передгірні ліси.

### Субальпійська зона вегетації
Субальпійська зона хребта Абердер на висоті 3300 метрів і вище представлена вересовими пустощами. Зустрічаються альпійська трава (щучник), розбавлена Dendrosenecio johnstonii, Lobelia deckenii та вересом (Erica excelsa). Болотна спільнота є основною рослинністю на цій висоті. Чагарникові спільноти, що складаються з еріки деревоподібної і Hebenstretia angolensis, знаходяться на висоті між 3000 і 3300 м.н.м., а бамбуковий пояс поширений на висоті між 2400 до 3300 м.н.м. і охоплює близько 35 000 га.

### Високогірний вологий ліс
Високогірний вологий ліс в основному складений піонерними видами Macaranga capensis і Newbutonia macrocalyx і розташований на східній стороні хребта. У цьому поясі також зустрічаються цінні промислові види дерев, включаючи Aningeria adolfi-friederici, Ocotea usambarensis та Syzygium guineense, які є найбільш поширеними у лісах ескарпа Кікуйюс.

### Ксеноморфічний вічнозелений ліс
Розташований на сухих північному і західному схилах Абердера, він складається з кількох видів, найбільш помітними з яких є оливки (маслина європейська, Olea capensis, Olea hochstetteri), подо (Podocarpus latifolius) і ялівець (Juniperus procera).

### Передгірні ліси
Передгірні ліси складаються переважно з листопадних видів (Ekebergia capensis, Nuxia congesta, Cassipourea malossana та Calodendrum capense) та розташовані на північно-східних схилах хребта.

## Події
Хребет Абердер був названий Джозефом Томсоном 1884 року на честь Лорда Абердера, який в той час був президентом Королівського географічного товариства і Королівського історичного товариства. Абердер також був ліберальним політиком, який служив міністром внутрішніх справ Великої Британії з 1868 по 1873 рік. Він пізніше став першим ректором університету Уельсу.
Ця територія також добре відома як штаб-квартира Дедана Кіматі, лідера Повстання Мау-Мау 1950-х років. Цікаво, що Єлизавета II саме відпочивала в Абердері, коли стала королевою Сполученого Королівства. 